# Lawrence Trevor Picachy
Lawrence Trevor Kardinal Picachy SJ (* 7. August 1916 in Darjiling, Indien; † 29. November 1992 in Kalkutta) war ein indischer Priester. Er war Erzbischof von Kalkutta.

## Leben
Lawrence Trevor Picachy trat 1934 in den Jesuitenorden ein und studierte in verschiedenen Häusern Katholische Theologie. Er empfing am 21. November 1947 das Sakrament der Priesterweihe und arbeitete anschließend als Gemeindeseelsorger. Ab 1950 war er in Kalkutta als Dozent und Seminarleiter in der Ausbildung des Priesternachwuchses beschäftigt.
Papst Johannes XXIII. ernannte ihn 1962 zum Bischof von Jamshedpur. Am 9. September 1962 spendete ihm James Robert Knox, Titularerzbischof von Melitene und Apostolischer Internuntius in Indien, die Bischofsweihe. Mitkonsekratoren waren Pius Kerketta SJ, Erzbischof von Ranchi, und Augustine Francis Wildermuth SJ, Bischof von Patna.
Lawrence Trevor Picachy nahm in den Jahren 1962 bis 1965 am Zweiten Vatikanischen Konzil teil. Papst Paul VI. übertrug ihm 1969 die Leitung des Erzbistums Kalkutta und nahm ihn 1976 als Kardinalpriester mit der Titelkirche Sacro Cuore Immacolato di Maria ai Parioli in das Kardinalskollegium auf. Lawrence Trevor Picachy legte die Leitung der Erzdiözese Kalkutta 1986 aus Krankheitsgründen nieder. Er starb am 29. November 1992 in Kalkutta und wurde auf dem Gelände seines Ordens in Thakurpukur bestattet.